# ベンジャミン・ソーンダース
- ベンジャミン・サンダース

ベンジャミン・ソーンダース（Benjamin Saunders、1992年9月29日 - ）は、ラグビーユニオンの選手。旧登録名は「ベンジャミン・サンダース」。

## プロフィール
- フィリピン出身[1]。
- ポジションはセンター(CTB)。
- 身長 177cm、体重 89kg
- ニックネームはBen、Benny。
- フィリピン代表に選ばれたことがある[2]。

## 略歴
ギルロイ・カトリック高校、メタウバンク大学を経て、2013年、豊田自動織機シャトルズ(現・豊田自動織機シャトルズ愛知)に加入。同年9月8日に行われたジャパンラグビートップリーグ1stステージ第2節のNTTドコモレッドハリケーンズ戦に途中出場で日本での公式戦初出場を果たした。
2020年、NTTドコモレッドハリケーンズ(現・レッドハリケーンズ大阪)に加入。
2024年5月、レッドハリケーンズ大阪を退団。